# Moca tyrocnista
Moca tyrocnista är en fjärilsart som beskrevs av Edward Meyrick 1906. Moca tyrocnista ingår i släktet Moca och familjen Immidae. Inga underarter finns listade i Catalogue of Life.